# Vindonissa

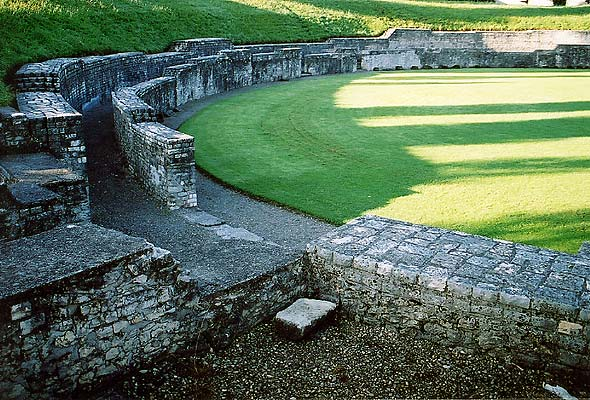
Anfiteatro de Vindonissa.

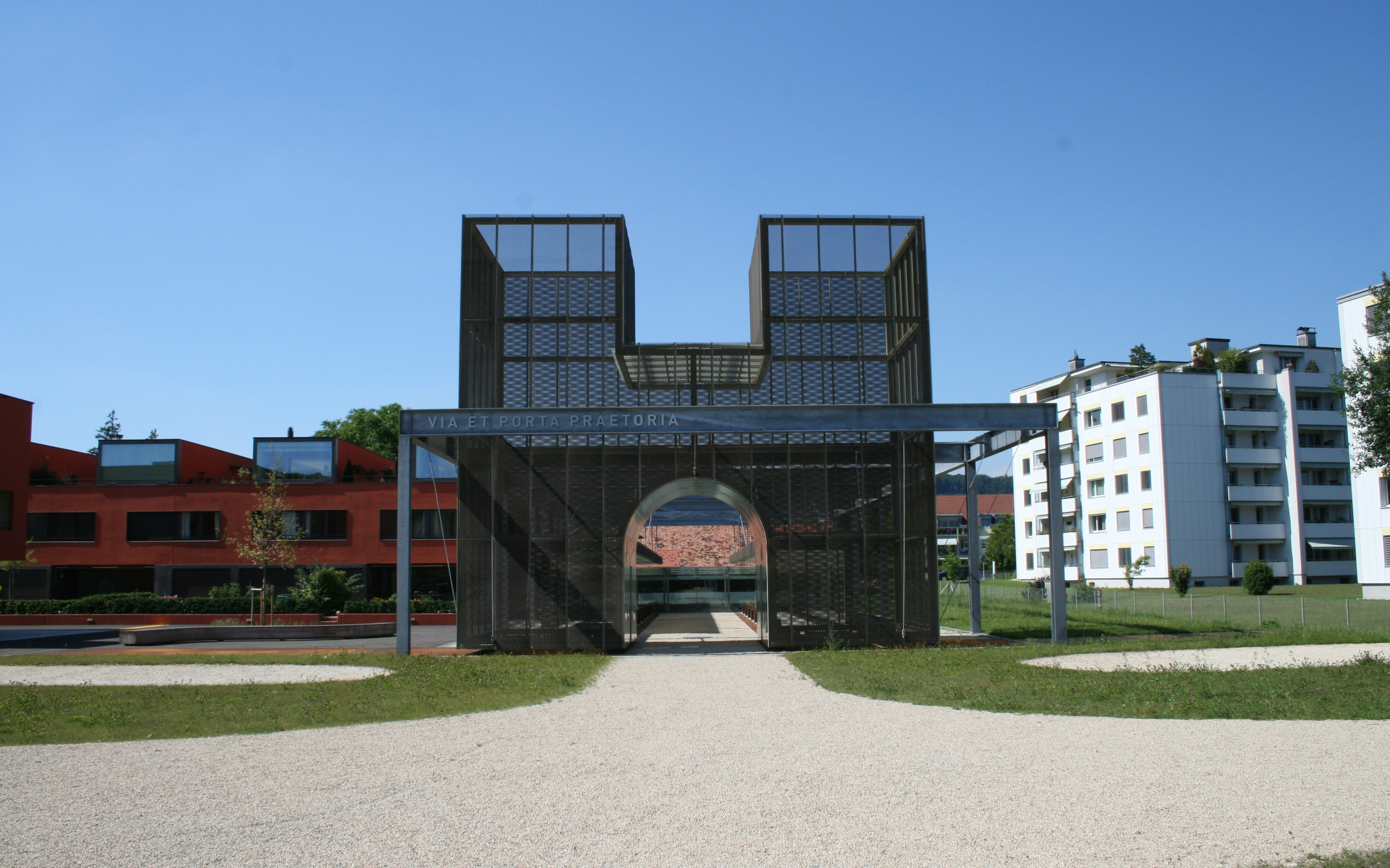
Moderna reconstrucción de la puerta sur.

Vindonissa fue un castrum de la Galia mencionado por Tácito.

## Historia
Fundado en el año 15, fue ampliado en el 30 cuando se construyeron las termas. Fue sede de la Legio XIII Gemina que a mediados de siglo se trasladó a Recia, siendo sustituida por la Legio XXI Rapax, que reconstruyó el campamento añadiéndole fortificaciones de piedra. En el 69 es sustituida por la Legio XI Claudia que permaneció allí hasta el año 101, cuando la población se convierte en asentamiento civil.
Vindonissa es la actual Windisch, comuna suiza del cantón de Argovia, se encuentra situada la confluencia de los ríos Aar y Reuss. Conserva restos romanos, entre los que destacan un anfiteatro (Bärlisgrube) y los restos de un acueducto. Fue destruida en los siglos III y IV debido a las incursiones de vándalos y alamanes. A mediados del siglo V fue devastada por los hunos. 
Desde el siglo V fue sede de un obispado más tarde trasladado a Constanza. En el siglo VI fue destruida por el rey franco Childeberto I. 
Cercano a la ciudad se encuentra el antiguo monasterio de Königsfelden, donde están enterrados algunos miembros de la familia de los Habsburgo.